# Orrore (genere)

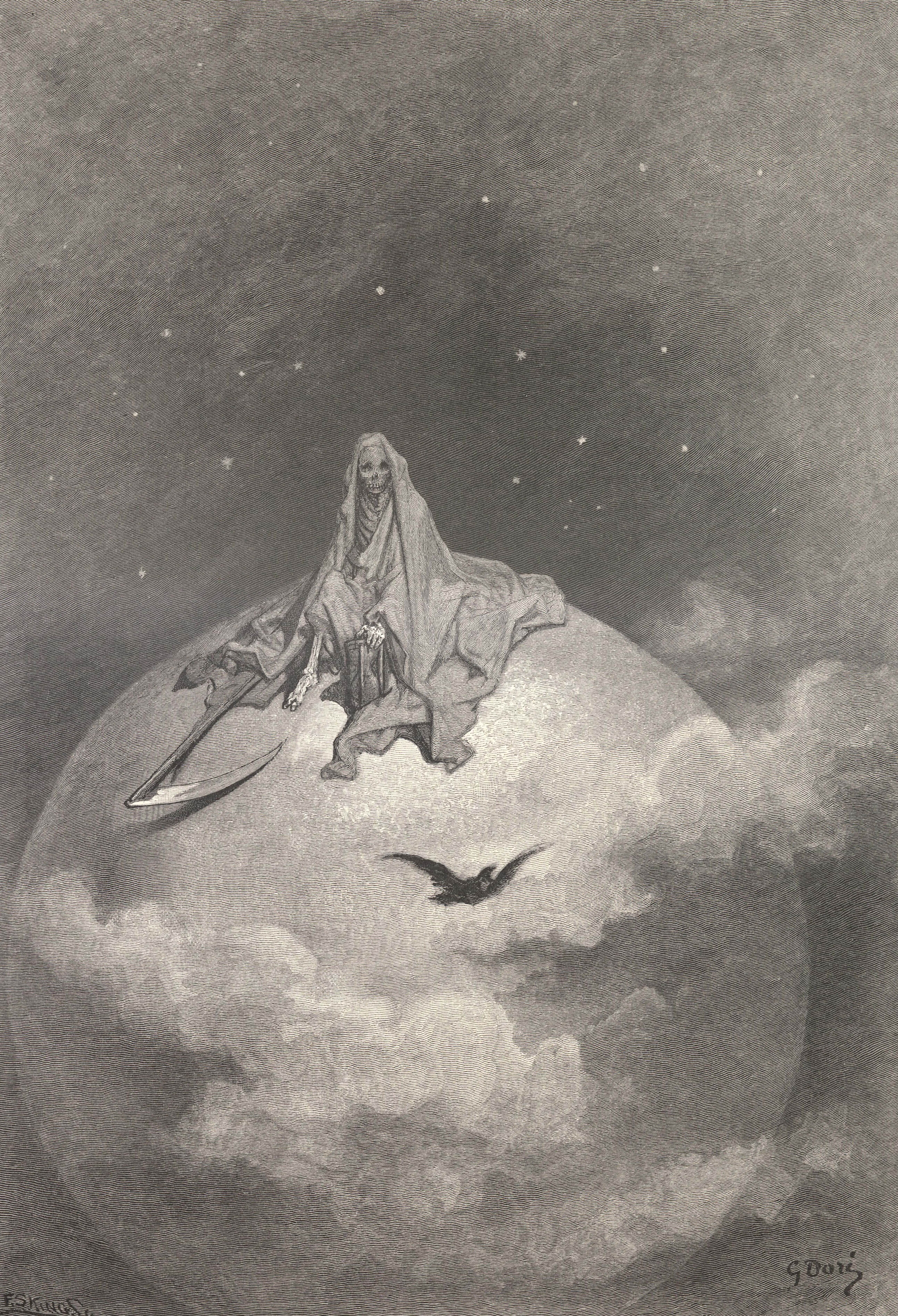
Un'illustrazione di Il corvo di Gustave Doré

L'orrore o all'inglese horror è un genere di romanzi, film o altri tipi di opere che mira a suscitare nel lettore o spettatore sentimenti di spavento e orrore. Tipici sono la letteratura dell'orrore e il cinema dell'orrore.

## Storia

### Nell'antica Grecia e nella civiltà romana

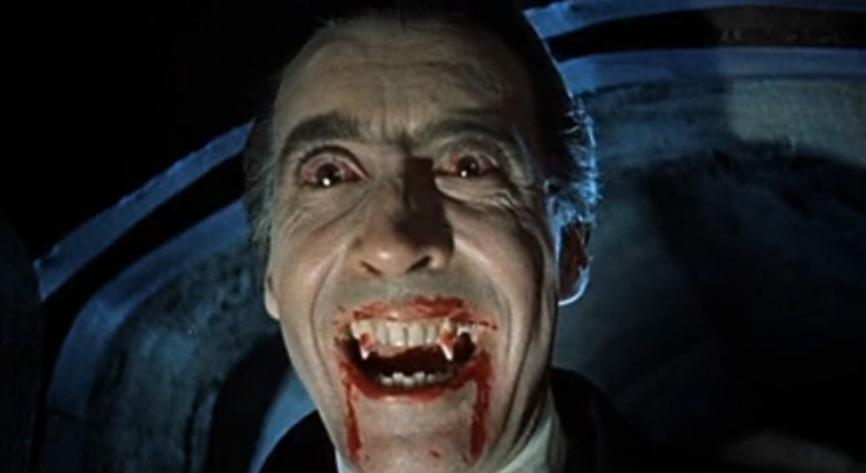
Christopher Lee interpreta il Conte Dracula nel film Dracula il vampiro del 1958

Il genere d'orrore ha origini antiche e affonda le proprie radici nel folclore e nella tradizione religiosa, concentrandosi sui temi della morte, dell'aldilà, del male, del demonico e sul principio della cosa incarnata nell'essere umano. Tali temi trovavano corrispondenza in storie di esseri come streghe, vampiri, licantropi e fantasmi. Ad esempio Plutarco, nelle sue Vite parallele (libro su Cimone), descrive lo spirito dell'assassino Damone, il quale viene egli stesso ucciso in un bagno pubblico a Cheronea. Plinio il Giovane riporta che Atenodoro Cananita acquistò una casa infestata all'interno della quale, mentre era intento a scrivere un libro, gli si manifestò un'aberrazione in catene. L'entità scomparve nel cortile e il giorno seguente i magistrati scavarono nel cortile trovando una tomba anonima.
La narrativa horror europea si è affermata grazie alle opere degli antichi greci e degli antichi romani. Nella mitologia greca, per esempio, Prometeo è un titano che è stato d'ispirazione per il titolo dell'opera di Mary Shelley, Frankenstein; or, the Modern Prometheus. In ogni caso, la storia di Frankenstein è stata più ampiamente ispirata dalle vicende di Ippolito, che secondo il mito fu riportato in vita da Asclepio.